# Mascot, New South Wales
Mascot là một vùng ngoại ô ở phía đông nam Sydney, thuộc bang New South Wales, Úc. Mascot cách quận thương mại trung tâm Sydney 7 km về phía nam và là một trong những trung tâm hành chính của Hội đồng Bayside. Mascot nằm ở phía tây bắc của Botany Bay và có sân bay Sydney.

## Thư viện ảnh

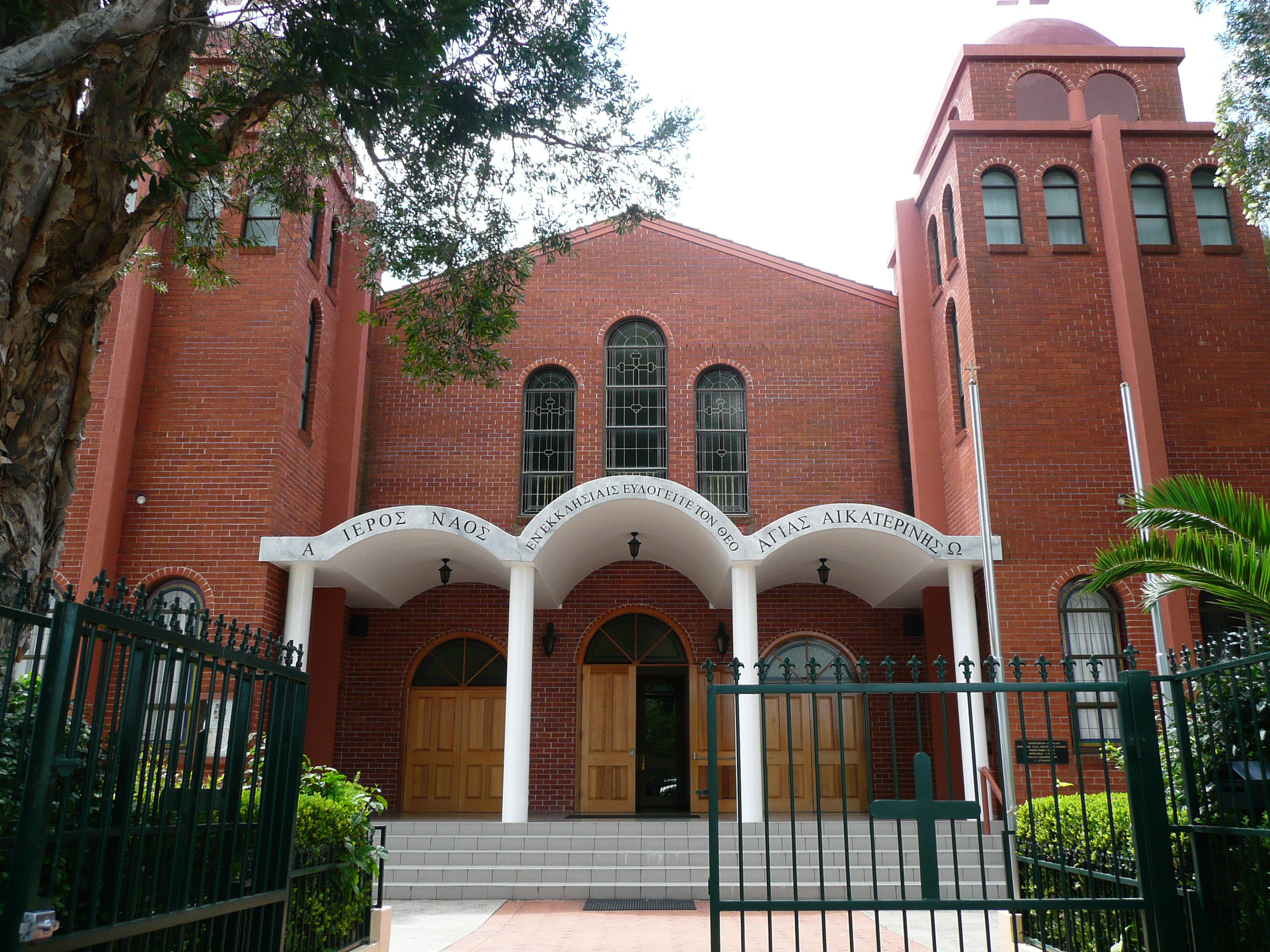
St Catherine's Greek Orthodox Church, Coward Street
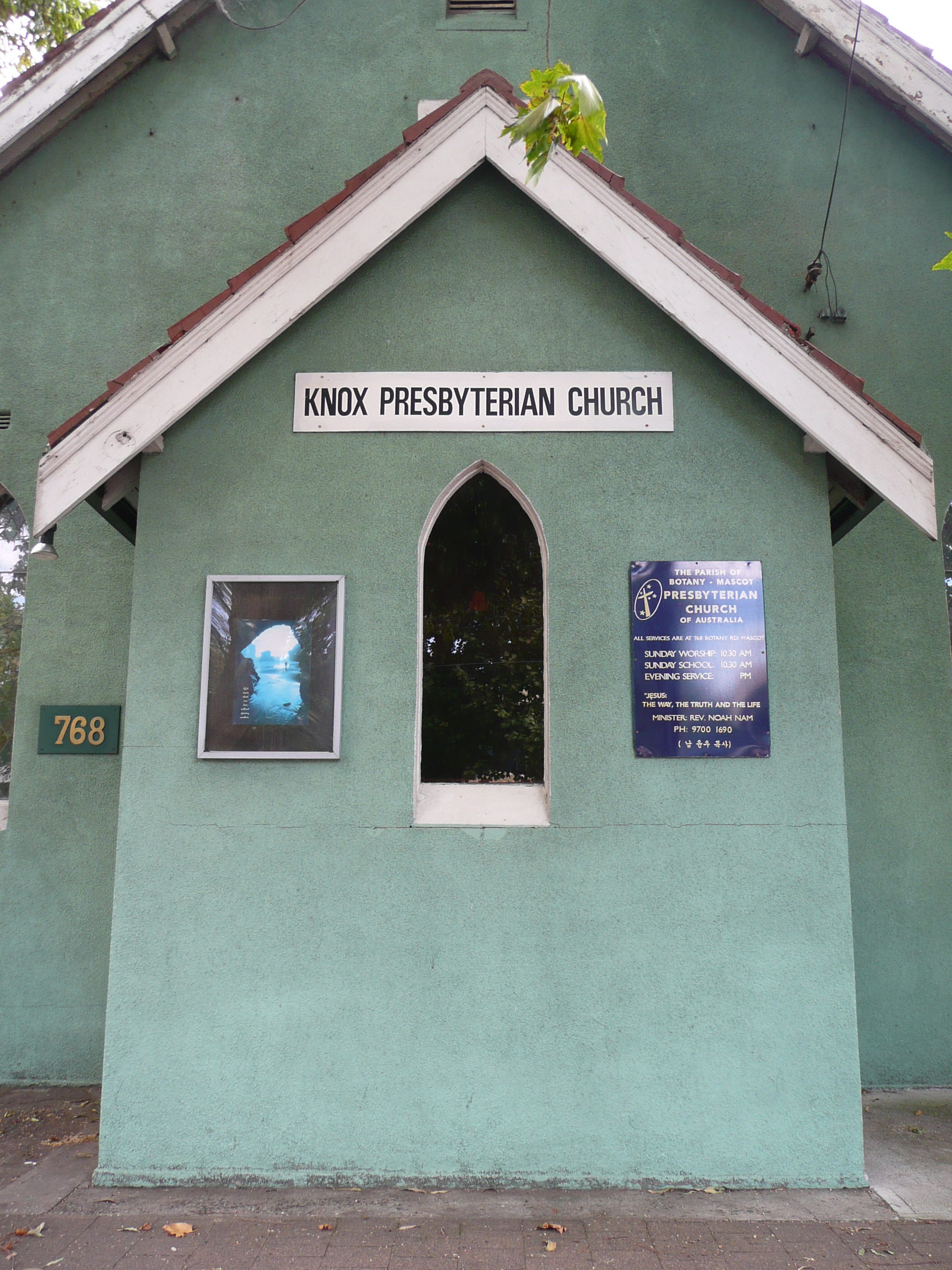
Knox Presbyterian Church, Botany Road
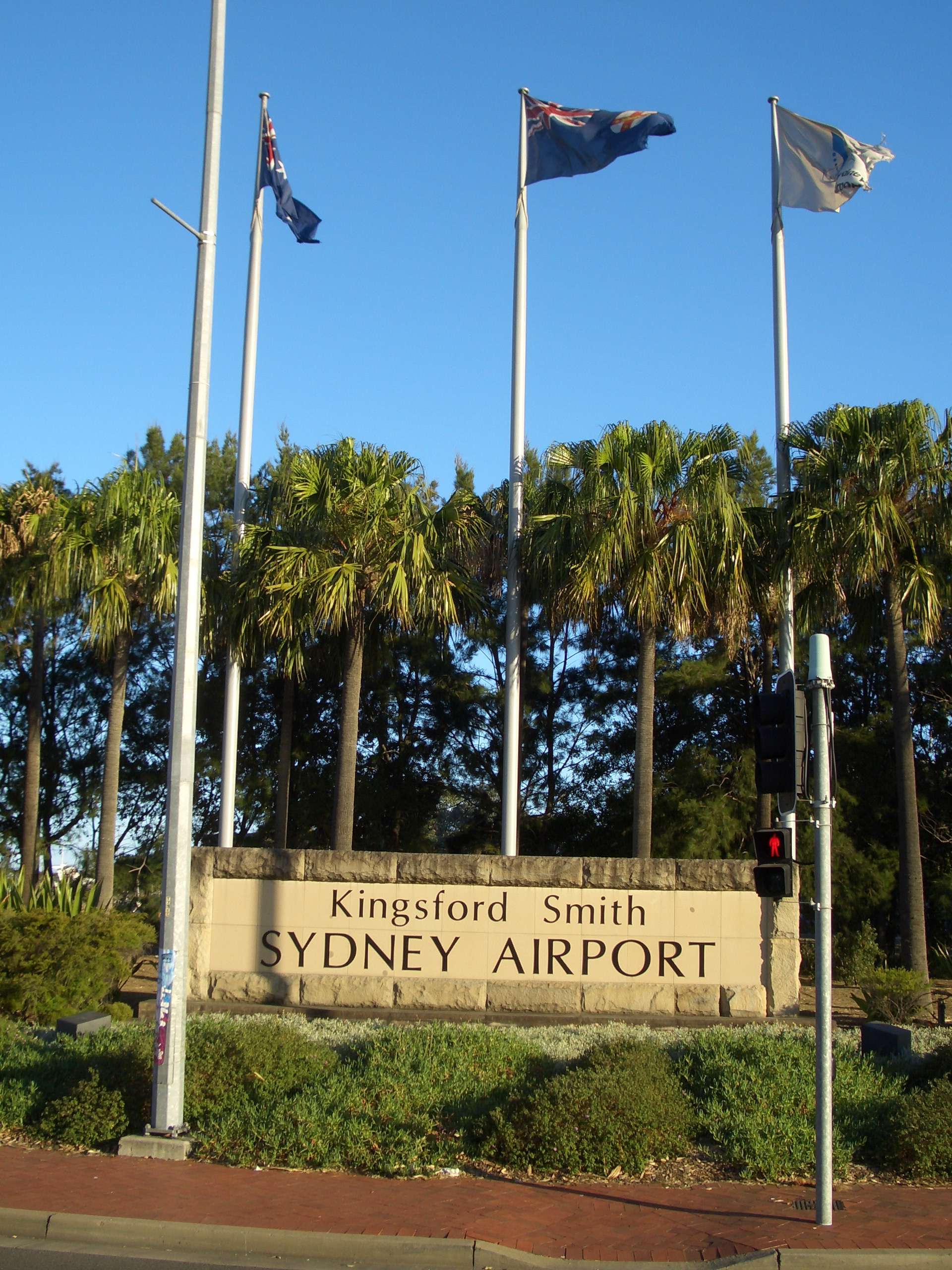
Entrance to Sydney Airport
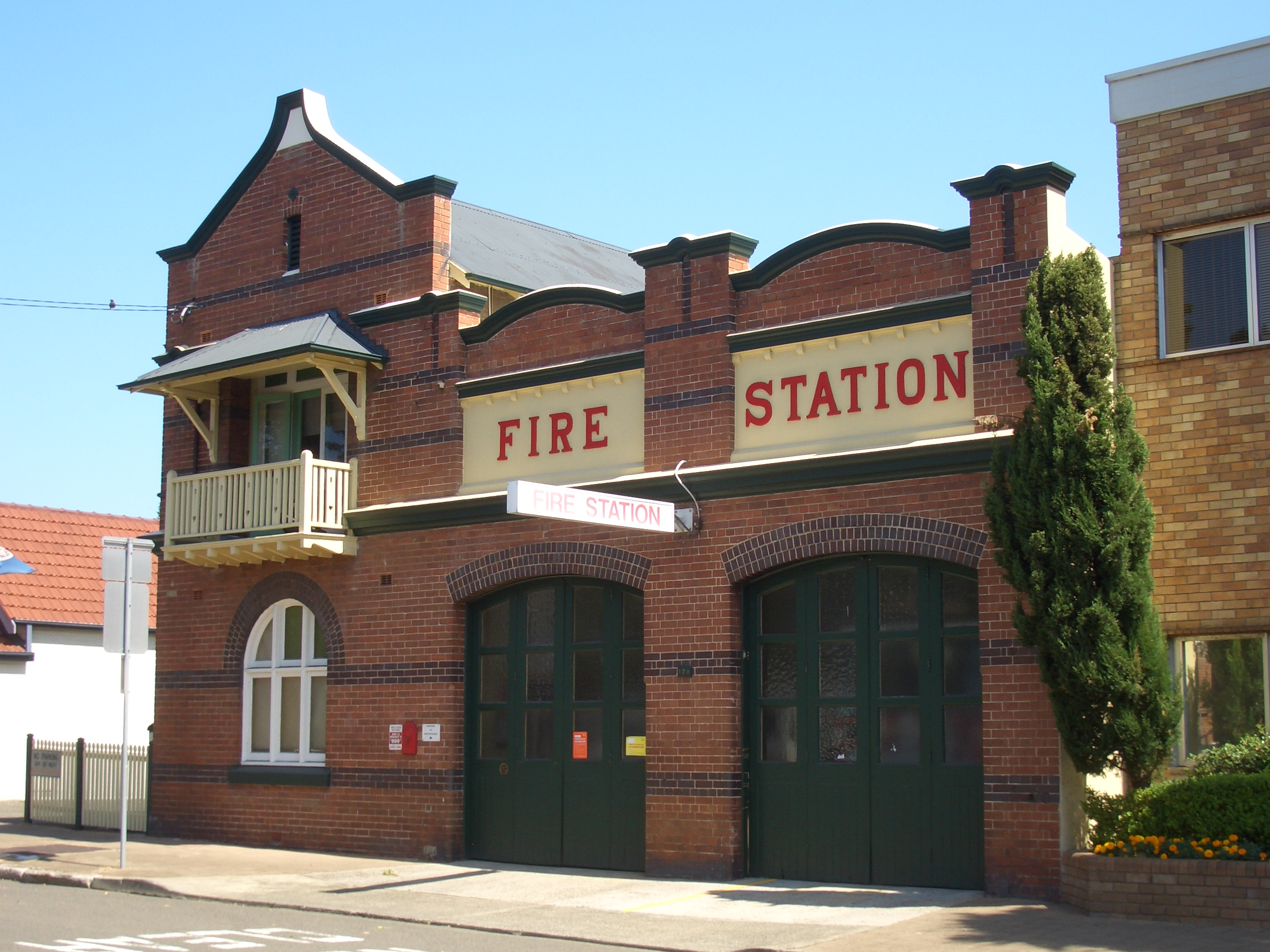
Mascot Fire Station, Coward Street
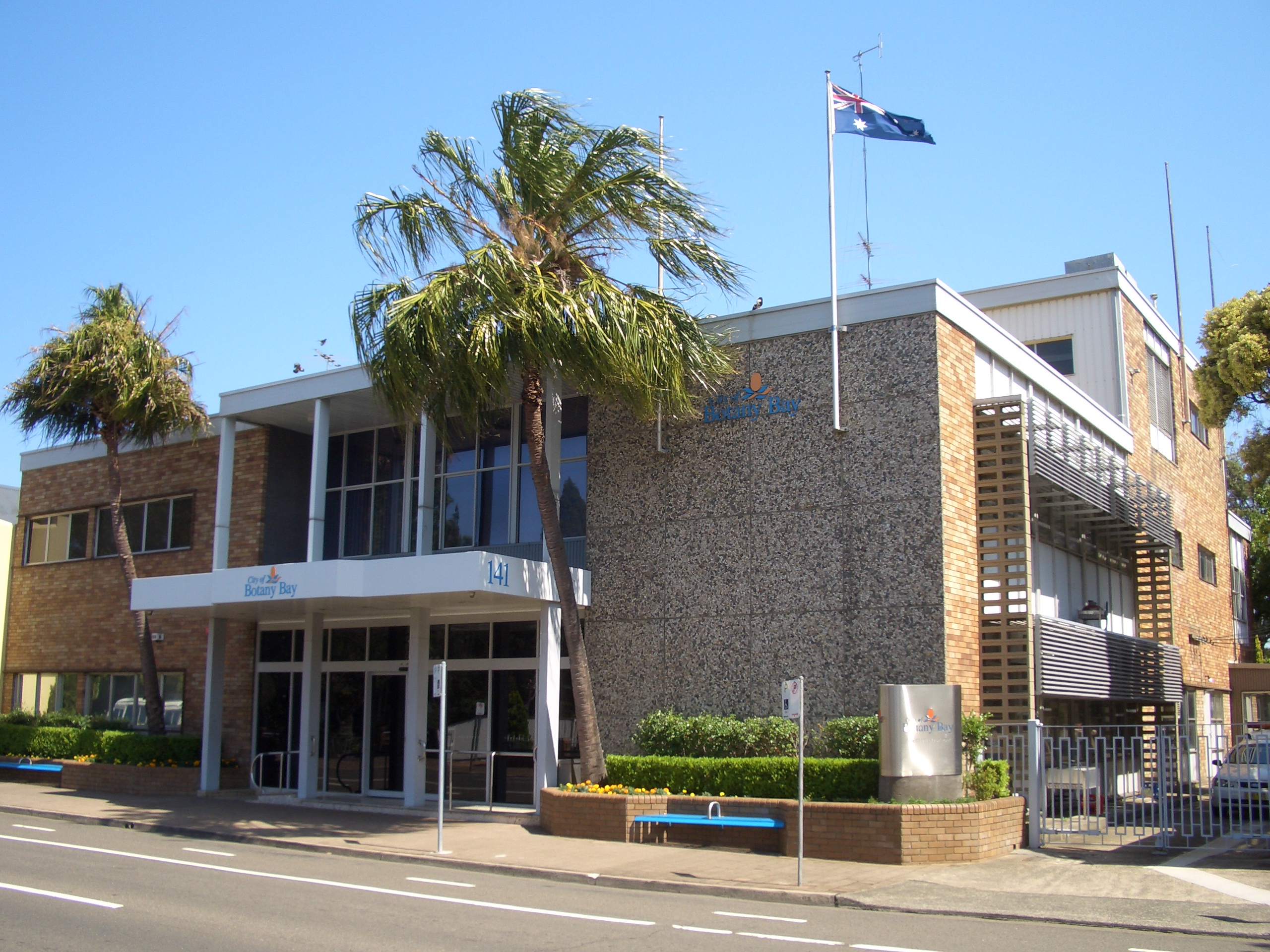
Council Chambers, Coward Street
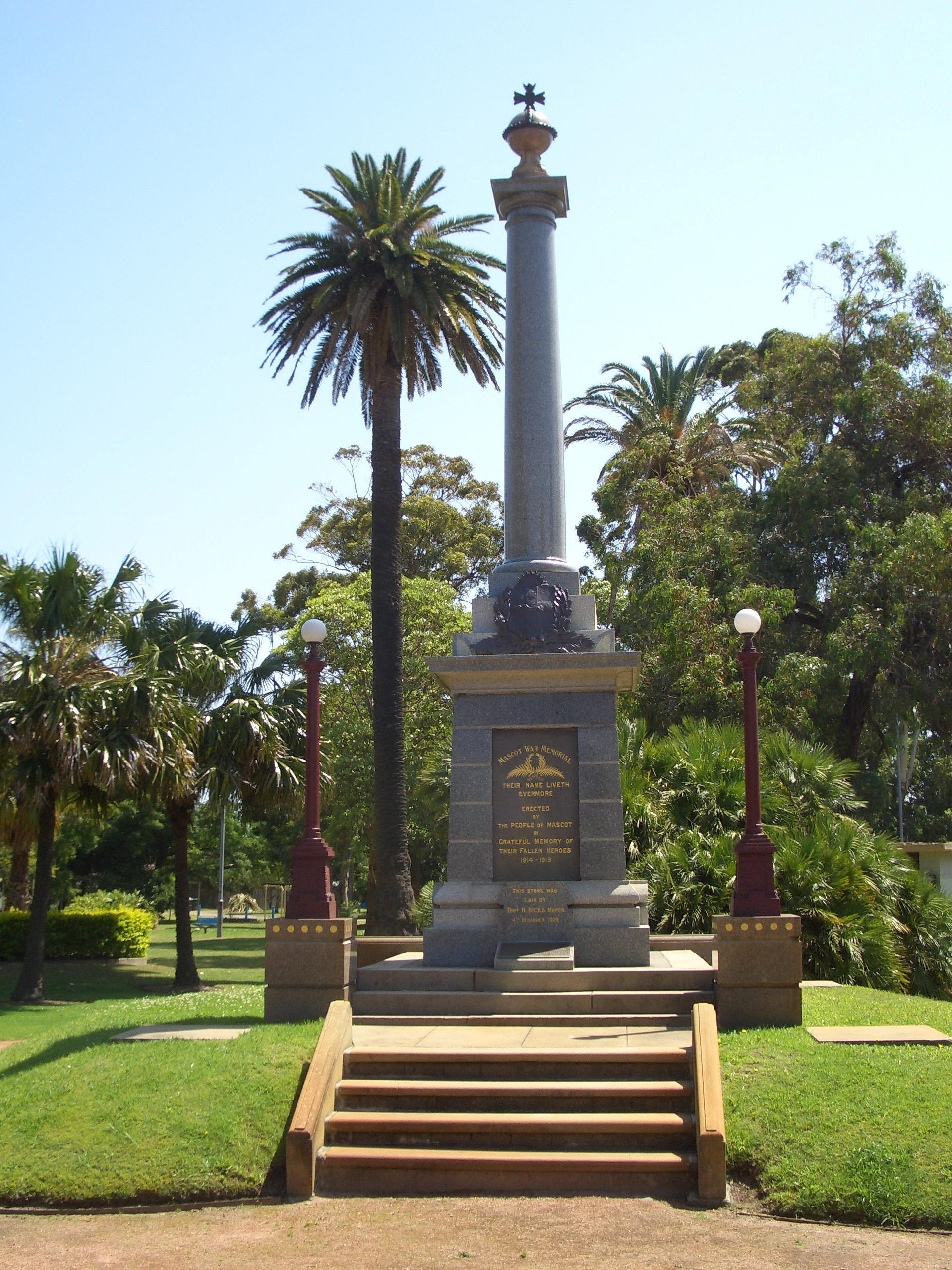
Mascot Memorial Park, Botany Road
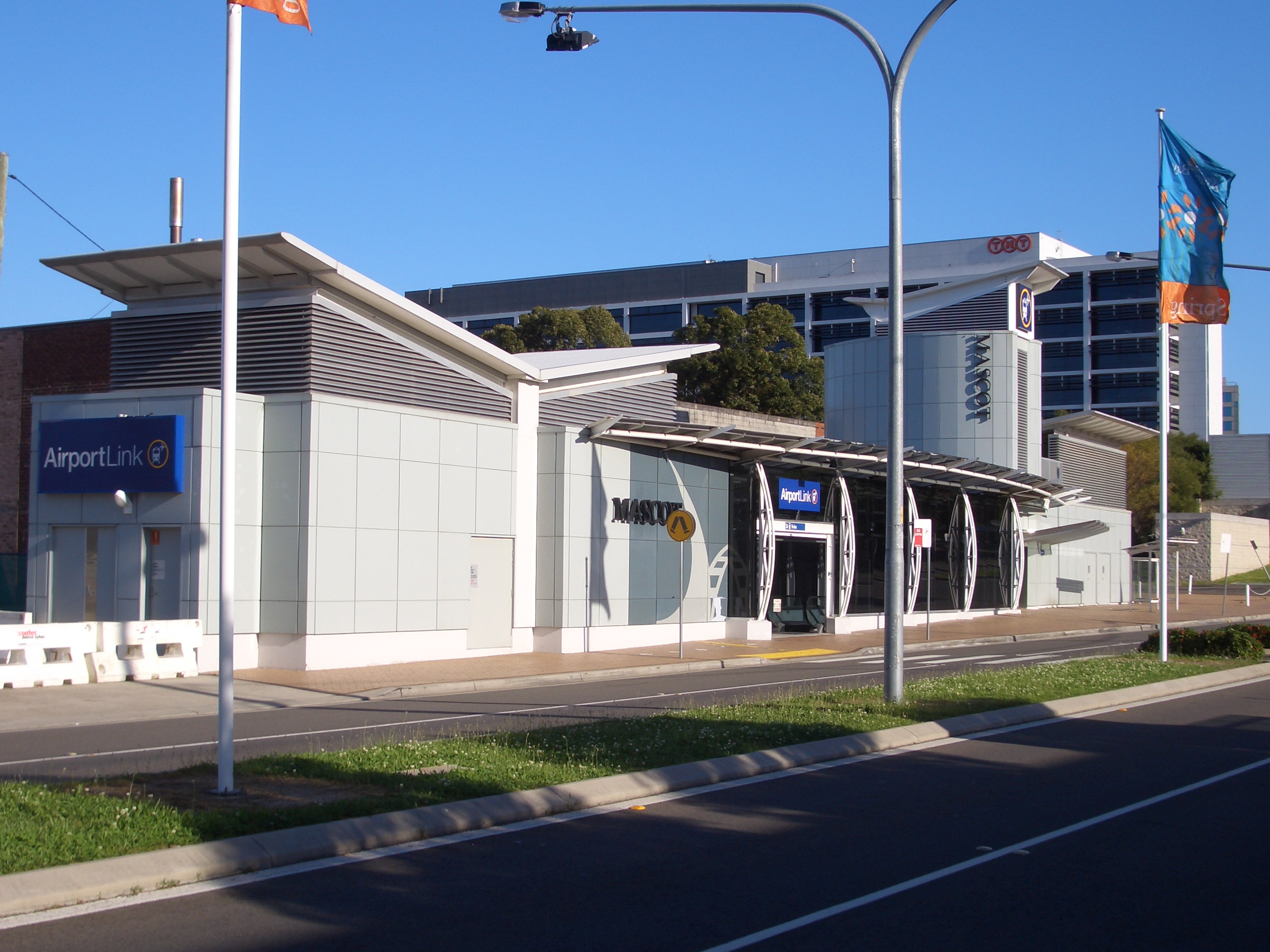
Mascot railway station

## Khí hậu
| Dữ liệu khí hậu của Sydney Airport       | Dữ liệu khí hậu của Sydney Airport | Dữ liệu khí hậu của Sydney Airport | Dữ liệu khí hậu của Sydney Airport | Dữ liệu khí hậu của Sydney Airport | Dữ liệu khí hậu của Sydney Airport | Dữ liệu khí hậu của Sydney Airport | Dữ liệu khí hậu của Sydney Airport | Dữ liệu khí hậu của Sydney Airport | Dữ liệu khí hậu của Sydney Airport | Dữ liệu khí hậu của Sydney Airport | Dữ liệu khí hậu của Sydney Airport | Dữ liệu khí hậu của Sydney Airport | Dữ liệu khí hậu của Sydney Airport |
| Tháng                                    | 1                                  | 2                                  | 3                                  | 4                                  | 5                                  | 6                                  | 7                                  | 8                                  | 9                                  | 10                                 | 11                                 | 12                                 | Năm                                |
| ---------------------------------------- | ---------------------------------- | ---------------------------------- | ---------------------------------- | ---------------------------------- | ---------------------------------- | ---------------------------------- | ---------------------------------- | ---------------------------------- | ---------------------------------- | ---------------------------------- | ---------------------------------- | ---------------------------------- | ---------------------------------- |
| Cao kỉ lục °C (°F)                       | 46.4 (115.5)                       | 42.6 (108.7)                       | 41.2 (106.2)                       | 35.7 (96.3)                        | 30.0 (86.0)                        | 26.8 (80.2)                        | 26.7 (80.1)                        | 31.1 (88.0)                        | 35.6 (96.1)                        | 39.1 (102.4)                       | 43.4 (110.1)                       | 43.2 (109.8)                       | 45.2 (113.4)                       |
| Trung bình ngày tối đa °C (°F)           | 26.4 (79.5)                        | 26.3 (79.3)                        | 25.2 (77.4)                        | 22.9 (73.2)                        | 20.0 (68.0)                        | 17.6 (63.7)                        | 17.0 (62.6)                        | 18.3 (64.9)                        | 20.5 (68.9)                        | 22.5 (72.5)                        | 24.0 (75.2)                        | 25.7 (78.3)                        | 22.2 (72.0)                        |
| Trung bình ngày °C (°F)                  | 22.6 (72.7)                        | 22.6 (72.7)                        | 21.3 (70.3)                        | 18.5 (65.3)                        | 15.4 (59.7)                        | 13.1 (55.6)                        | 12.0 (53.6)                        | 13.2 (55.8)                        | 15.4 (59.7)                        | 17.8 (64.0)                        | 19.6 (67.3)                        | 21.6 (70.9)                        | 17.7 (63.9)                        |
| Tối thiểu trung bình ngày °C (°F)        | 18.8 (65.8)                        | 19.0 (66.2)                        | 17.5 (63.5)                        | 14.1 (57.4)                        | 10.9 (51.6)                        | 8.6 (47.5)                         | 7.1 (44.8)                         | 8.1 (46.6)                         | 10.3 (50.5)                        | 13.1 (55.6)                        | 15.3 (59.5)                        | 17.5 (63.5)                        | 13.4 (56.1)                        |
| Thấp kỉ lục °C (°F)                      | 9.7 (49.5)                         | 11.2 (52.2)                        | 7.4 (45.3)                         | 6.1 (43.0)                         | 3.0 (37.4)                         | 1.0 (33.8)                         | −0.1 (31.8)                        | 1.2 (34.2)                         | 2.3 (36.1)                         | 4.8 (40.6)                         | 5.9 (42.6)                         | 8.2 (46.8)                         | −0.1 (31.8)                        |
| Lượng Giáng thủy trung bình mm (inches)  | 93.8 (3.69)                        | 112.6 (4.43)                       | 115.3 (4.54)                       | 106.1 (4.18)                       | 101.0 (3.98)                       | 120.7 (4.75)                       | 69.1 (2.72)                        | 76.7 (3.02)                        | 60.8 (2.39)                        | 71.6 (2.82)                        | 80.8 (3.18)                        | 73.8 (2.91)                        | 1.082,5 (42.62)                    |
| Số ngày giáng thủy trung bình (≥ 0.2 mm) | 11.2                               | 11.4                               | 12.3                               | 11.0                               | 11.1                               | 11.2                               | 9.3                                | 9.1                                | 9.3                                | 10.7                               | 11.4                               | 10.5                               | 128.5                              |
| Độ ẩm tương đối trung bình (%)           | 60                                 | 63                                 | 61                                 | 59                                 | 58                                 | 57                                 | 52                                 | 49                                 | 51                                 | 54                                 | 56                                 | 58                                 | 57                                 |
| Số giờ nắng trung bình tháng             | 235.6                              | 202.4                              | 213.9                              | 207.0                              | 195.3                              | 177.0                              | 204.6                              | 244.9                              | 237.0                              | 244.9                              | 228.0                              | 244.9                              | 2.635,5                            |
| Phần trăm nắng có thể                    | 53                                 | 54                                 | 56                                 | 61                                 | 59                                 | 60                                 | 65                                 | 72                                 | 66                                 | 61                                 | 55                                 | 55                                 | 60                                 |
| Nguồn:                                   |                                    |                                    |                                    |                                    |                                    |                                    |                                    |                                    |                                    |                                    |                                    |                                    |                                    |